# Cantó d'Heiltz-le-Maurupt
El cantó d'Heiltz-le-Maurupt és un cantó francès del departament del Marne, situat al districte de Vitry-le-François. Té 22 municipis i el cap és Heiltz-le-Maurupt.

## Municipis
- Alliancelles
- Bassu
- Bassuet
- Bettancourt-la-Longue
- Bussy-le-Repos
- Changy
- Charmont
- Heiltz-le-Maurupt
- Heiltz-l'Évêque
- Jussecourt-Minecourt
- Outrepont
- Possesse
- Saint-Jean-devant-Possesse
- Sogny-en-l'Angle
- Val-de-Vière
- Vanault-le-Châtel
- Vanault-les-Dames
- Vavray-le-Grand
- Vavray-le-Petit
- Vernancourt
- Villers-le-Sec
- Vroil

## Història
| Data d'elecció                           | Identitat          | Partit                           | Qualitat |
| ---------------------------------------- | ------------------ | -------------------------------- | -------- |
| 1907-1934                                | Ernest Haudos      | radical                          |          |
| 1934-1958                                | Eugène Bichat      | radical                          |          |
| 1958-1986                                | Aymard de Courson  | MRP, després CD, després UDF-CDS |          |
| 1986-                                    | Charles de Courson | UDF, després NC, després UDI     |          |
| les dades anteriors no són pas conegudes |                    |                                  |          |
|                                          |                    |                                  |          |

## Demografia
| A partir de 1990: Població sense dobles comptes |